# Бузан, Барри
Ба́рри Го́рдон Бу́зан (Бю́зан, Бью́зен) (англ. Barry Gordon Buzan; род. 1946) — британско-канадский  политолог, специалист в области международных отношений, разработчик теории комплекса региональной безопасности, один из отцов-основателей Копенгагенской школы исследований безопасности.
Профессор-эмерит политических наук в Лондонской школе экономики и политических наук. Почётный профессор Копенгагенского и Цзилиньского университетов.

## Биография
Родился 28 апреля 1946 года в Лондоне. В 1954 году вместе с родителями и старшим братом Тони эмигрировал в Канаду.
В 1968 году получил степень магистра в Университете Британской Колумбии.
В 1973 году получил степень доктора философии в Лондонской школе экономики и политических наук.
В 1988—1990 годы — председатель Британской ассоциации международных отношений.
В 1988—2002 годы — руководитель проекта в Копенгагенского институте исследований мира (COPRI).
В 1993—1994 годы — вице-президент Ассоциация международных отношений, в 1994—1998 годы — Координационного комитета международных отношений.
В 1995—2002 годы — профессор, занимавшимся исследовательской работой в сфере международных отношений в Вестминстерского университета, до этого — профессор международных исследований Уорикского университета.
В 1993 году — приглашённый профессор в Международном университете Японии.
В 1998 году избран членом Британской академии.
В 1999—2011 годы — главный координатор проекта по возрождению теории Английской школы международных отношений.
В 2001 году избран членом Академии научных обществ по общественным наукам.
В 2004—2008 годы — редактор Европейского журнала международных отношений.

## Личная жизнь
Женат на артистке Деборе Скиннер — младшей дочери известного американского психолога Берреса Скиннера.
По политическим взглядам является социал-демократом, а по религиозным крайним секуляристом.

## Научный вклад
Из теорий международных отношений Барри Бузан соотносится с Английской школой и структурным реализмом. Рассматривая региональные системы международных отношений в качестве промежуточных между глобальной международной и государственной системами, Б. Бузан приходит к выводу, что наиболее важной особенностью региональных систем является, в первую очередь, комплекс безопасности. По его мнению, государства-соседи находятся в тесной взаимосвязи друг с другом. Исходя из этого, национальная безопасность одного государства находится в прямой зависимости от национальной безопасности других государств. В результате ключевыми факторами, определяющими структуру региональной системы, являются с одной стороны, распределение возможностей между акторами, с другой стороны, отношения враждебности или дружественности между ними.
Занимаясь расширением значения понятия «безопасность» в рамках теории международных отношений, Б. Бузан выделяет три составляющих части государства:
- «идея» государства;
- «физическая основа» государства;
- «институциональное выражение» государства.

## Научные труды
- People, States & Fear: The National Security Problem in International Relations[англ.]  (1983; revised second edition 1991)
- The European Security Order Recast: Scenarios for the Post-Cold War Era[англ.] (1990) with Morten Kelstrup, Pierre Lemaitre, Elzbieta Tromer and Ole Waever
- Identity, Migration and the New Security Agenda in Europe[англ.] (1993) with Morten Kelstrup, Pierre Lemaitre, Elzbieta Tromer and Ole Waever
- The Logic of Anarchy: Neorealism to Structural Realism (1993) with Charles Jones and Richard Little
- Security: A New Framework for Analysis[англ.] (1997) with Ole Waever[англ.], Jaap de Wilde[англ.]
- The Arms Dynamic in World Politics (1998) with Eric Herring
- International Systems in World History: Remaking the Study of International Relations (2000) with Richard Little
- The Mind Map Book (2000) with Tony Buzan
- Regions and Powers: The Structure of International Security[англ.] (2003) with Ole Waever
- The United States and the Great Powers: World Politics in the Twenty-First Century (2004)
- From International to World Society? English School Theory and the Social Structure of Globalisation (2004)
- The Evolution of International Security Studies (2009) with Lene Hansen.
- Non-Western International Relations Theory: Perspectives on and beyond Asia (2010) editor with Amitav Acharya.
- An Introduction to the English School of International Relations: The Societal Approach (2014).
- The Global Transformation: History, Modernity and the Making of International Relations (2015) with George Lawson
- Global International Society: A New Framework for Analysis (2018) with Laust Schouenborg